# Vickers-Armstrong QF 2 lb
Il Vickers-Armstrong QF 2 lb (dove QF sta per quick firing, "a fuoco rapido"), noto anche come Pom-Pom, è stato un cannone automatico britannico da 40 mm usato principalmente come arma contraerea dalla Royal Navy. Il nome che lo contraddistinse nacque dal rumore prodotto dai primi modelli durante il fuoco. Anche se erano cannoni da 2 libbre, utilizzando cioè proiettili di questo peso, non erano lo stesso cannone utilizzato dalla British Army come arma anticarro o montato su alcuni tipi di carro armato e autoblindo.

## Antecedenti

### QF 1 pounder
Il primo cannone ad essere chiamato "pom-pom" fu il Nordenfelt-Maxim da 37 mm detto anche QF 1 pounder (cannone a fuoco rapido da una libbra), utilizzato per la prima volta durante la seconda guerra boera come il più piccolo pezzo d'artiglieria del conflitto. Sparava un proiettile del peso di 1 libbra (453 grammi) ad una distanza di circa 3.000 metri. La canna era raffreddata ad acqua, i nastri di stoffa contenevano 25 proiettili. I boeri lo utilizzarono contro gli inglesi che, vedendone l'efficienza, ne produssero delle copie negli stabilimenti Vickers, che già avevano in produzione la mitragliatrice Maxim
Durante la prima guerra mondiale venne usata sul fronte orientale come arma antiaerea. Era consuetudine britannica in questo periodo di riferirsi ai pezzi di artiglieria con il peso dei proiettili rispetto al calibro, di qui il nome dell'arma.

### QF 1½ pounder
Il primo cannone pom-pom ad essere utilizzato in marina fu quello da una libbra e mezzo Mark I, con calibro di 37 mm. Venne installato sperimentalmente sugli incrociatori leggeri classe Arethusa Arethusa e Undaunted ma non entrò mai in servizio, venendo sostituito da un'arma di calibro maggiore, il 2 libbre navale Mark II.

## Il 2 libbre Mark II

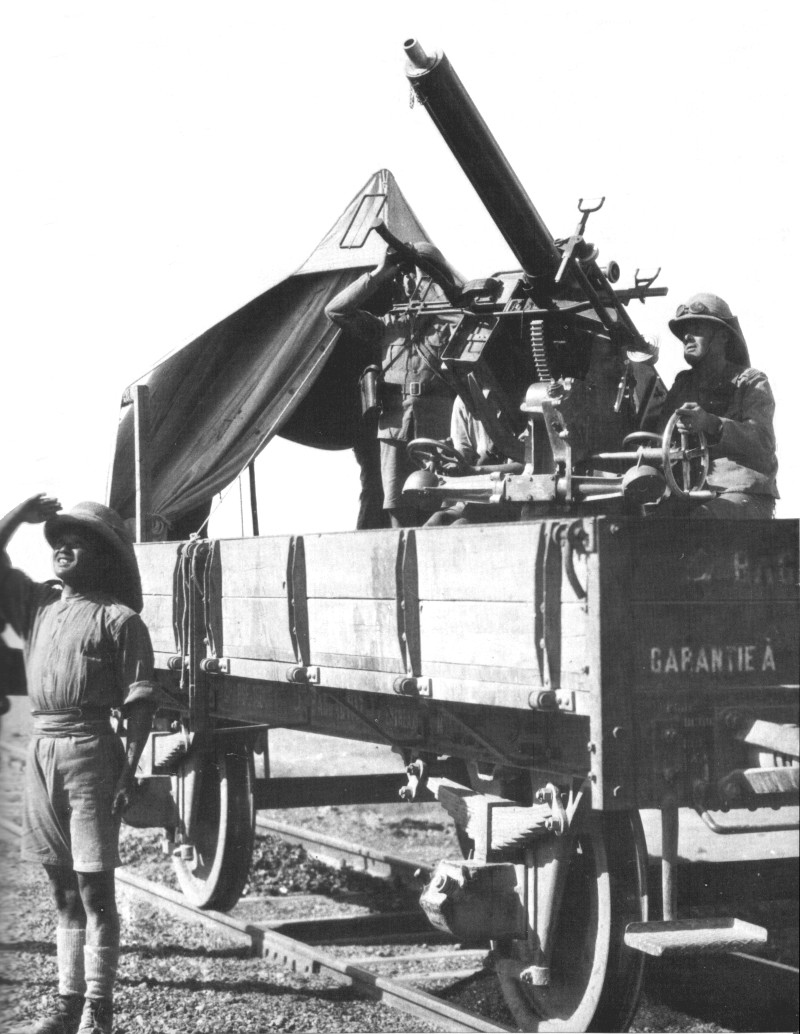
Un MK II in Mesopotamia protegge un treno da possibili attacchi aerei

Il QF 2-pounder Mark II era essenzialmente una versione ingrandita del QF 1 pounder Maxim prodotto dalla Vickers. Con un calibro di 40 mm, raffreddamento ad acqua e meccanismo Vickers-Maxim. Venne ordinato nel 1915 dalla Royal Navy come arma antiaerea per navi di grandezza uguale o inferiore ad incrociatore. I modelli originali utilizzavano caricatori di stoffa da inserire manualmente, che vennero poi rimpiazzati da caricatori in acciaio. Questo processo di "ingrandimento" non fu totalmente un successo, in quanto il meccanismo di fuoco rimase fragile, soggetto a guasti e a incidenti, come la caduta dei proiettili dai caricatori.
Le armi di questo tipo sopravvissute al periodo tra le due guerre vennero impiegate nel secondo conflitto mondiale soprattutto a bordo di navi da guerra minori, come pescherecci armati e yacht armati. Venne utilizzato quasi esclusivamente nella versione ad una canna con affusto P Mark II, eccetto che per un piccolo numero di pezzi che utilizzarono gli affusti Mark XV, in questo caso con due canne e automatizzati. Questi erano però troppo pesanti per qualsiasi utilizzo in mare e vennero quindi utilizzati sulla terraferma. Tutti i pezzi vennero ritirati entro il 1944.

## Il 2 libbre Mark VIII

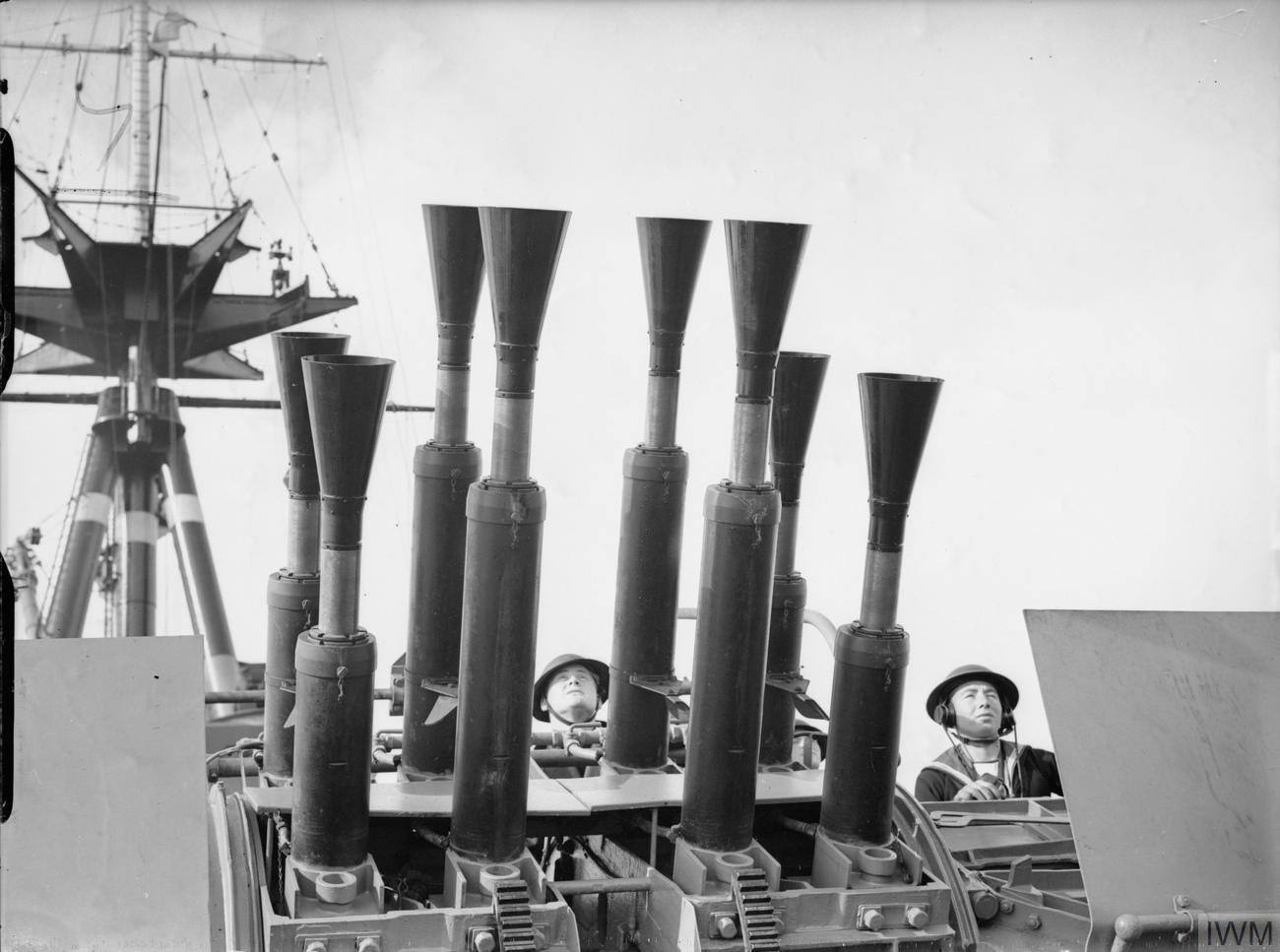
Installazione Mk VIII sulla. Quest'arma venne anche soprannominata Chicago Piano

La Royal Navy si rese ben presto conto della necessità di un'arma antiaerea a corto raggio e a fuoco rapido a più canne. Il lavoro di progettazione iniziò nel 1923 basandosi sul precedente Mark II, anche per utilizzare le enormi scorte di proiettili da due libbre avanzati dalla Prima guerra mondiale. La mancanza di fondi portò a numerosi rallentamenti nella progettazione e nella produzione e solamente nel 1930 queste armi iniziarono ad entrare in servizio.
Denominato QF 2 pounder Mark VIII è anche conosciuto come Pom-Pom multiplo. Le installazioni progettate inizialmente erano molto grandi, pesanti circa 16 tonnellate e con otto canne (Mark V e successivamente Mark VI). A causa della stazza erano quindi installabili solo su grosse navi da guerra, come incrociatori pesanti, portaerei e navi da battaglia. Dal 1935 iniziò ad entrare in servizio la variante quadrinata (Mark VII), consistente in pratica nella metà di un'installazione Mark V o VI; con questa modifica poterono essere equipaggiate anche cacciatorpediniere e incrociatori leggeri. Questi affusti multipli richiedevano quattro cannoni differenti e vennero soprannominati "Chicago Piano".

## Il 2 libbre Mark XIV
Il QF da 2 libbre Mark XIV, o Rolls da 2 libbre, è stato sviluppato da Rolls-Royce come concorrente del cannone da 40 mm "Vickers S" come arma per aerei, che era l'arma di maggior successo e ha trovato un certo utilizzo come arma anticarro. Una versione rielaborata fu adottata dalla Royal Navy come arma per motocannoniere, adottata nel tipo Fairmile C. Il cannone aveva un blocco di culatta a scorrimento orizzontale semiautomatico e veniva installato su un supporto a piedistallo ad azionamento manuale. L'arma non ebbe successo e delle 1.200 ordinate ne furono consegnate solo 600, stato sostituito dal cannone Molins da 6 libbre, il cannone da 6 libbre (57 mm) dell'esercito britannico Ordnance QF con caricatore automatico.

## Utilizzatori
(parziale)
 Regno Unito
- Royal Navy